# Аргаяшский кантон
Аргая́шский канто́н (баш. Арғаяш кантоны) — административно-территориальная единица в Башкирской Автономной Советской Социалистической Республике.
Административный центр — c. Аргаяш.

## Географическое положение

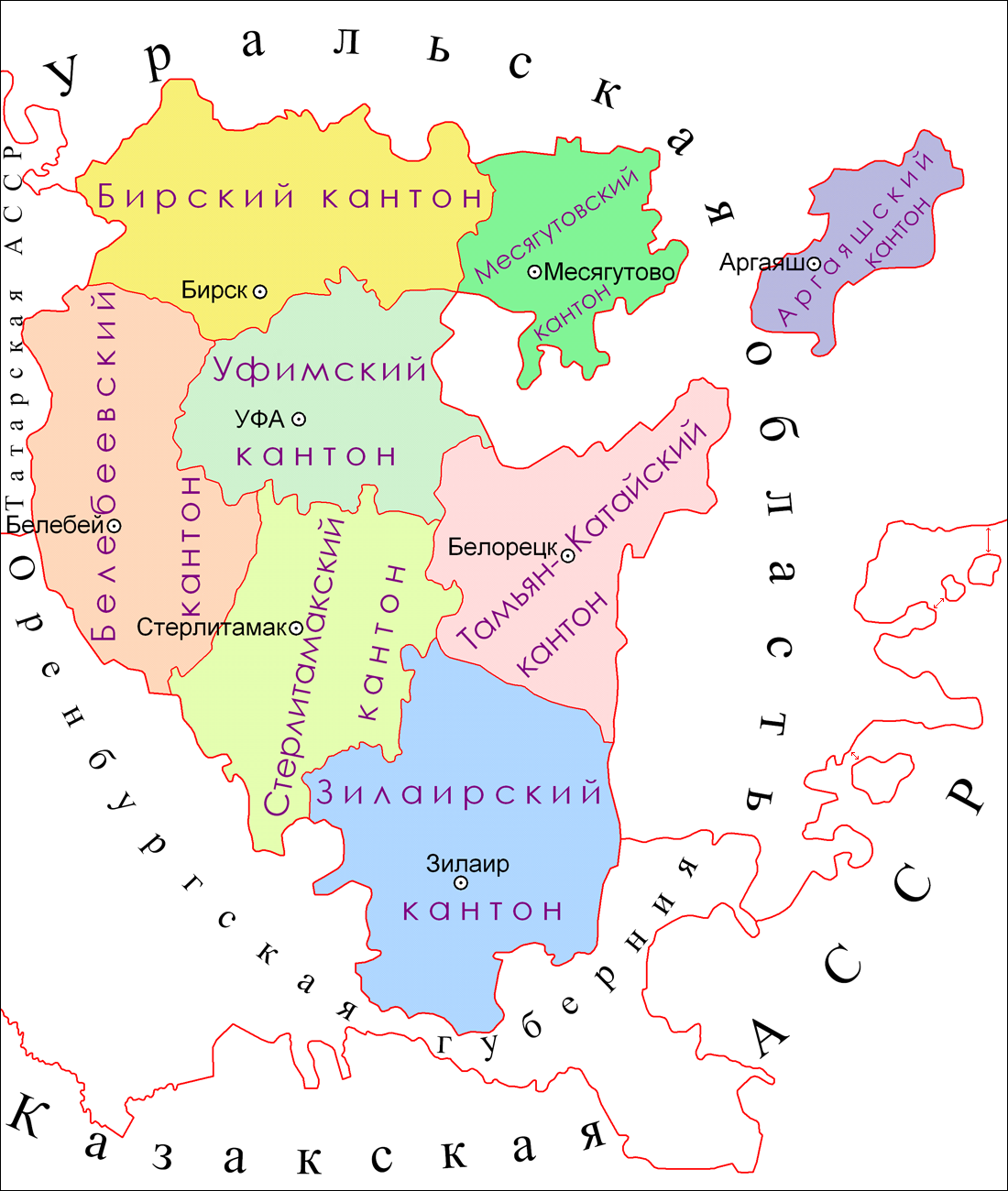

Аргаяшский кантон располагался на территории современных Аргаяшского и Кунашакского районов Челябинской области. Кантон являлся административным анклавом Башкирской АССР и на севере граничил с Екатеринбургской губернией, а на юге — Челябинской губернией.

## История

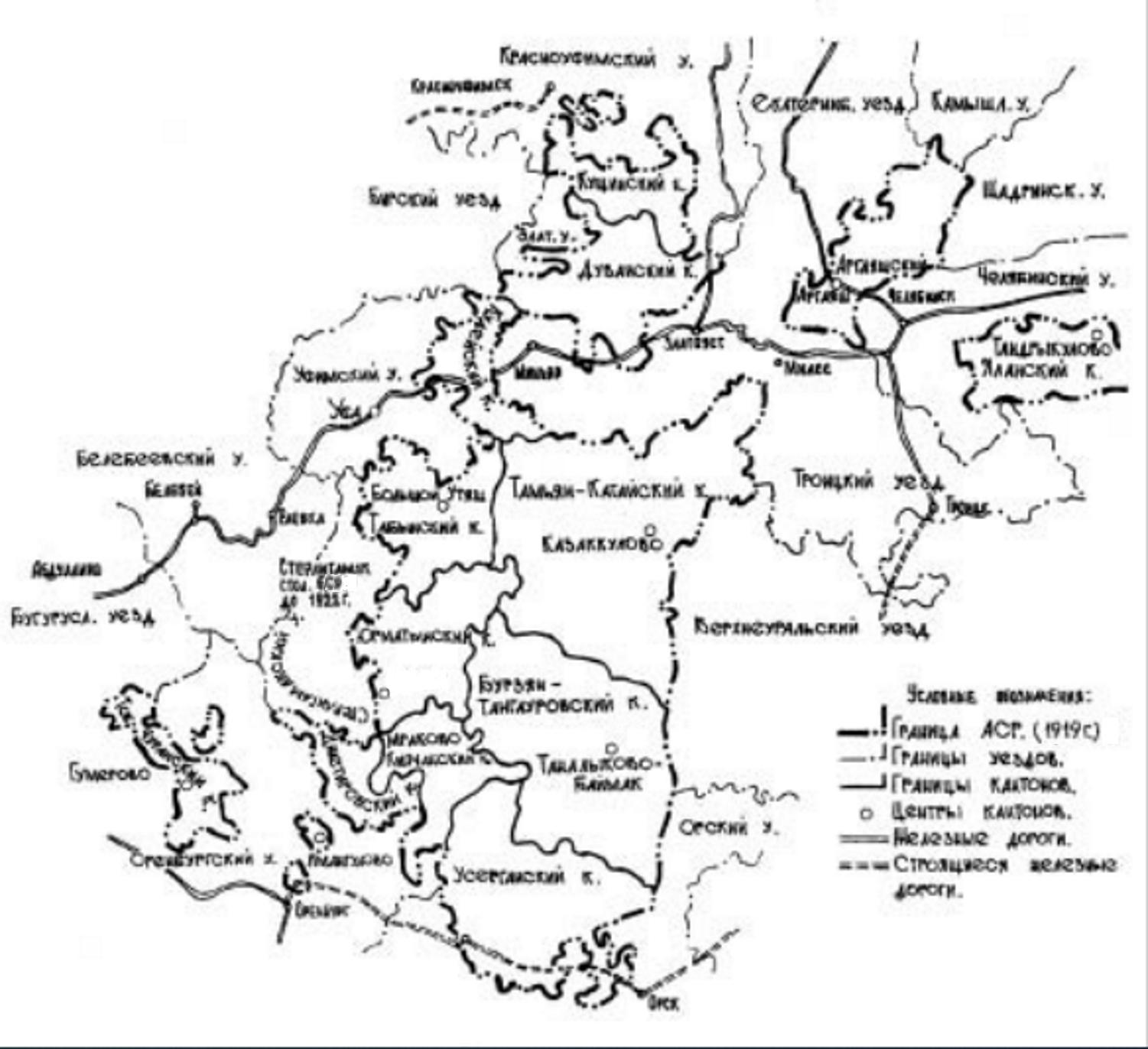
Аргаяшский кантон на карте Малой Башкирии в сентябре 1919 года

27-30 января 1918 года в селе Сарино прошел первый съезд Советов Аргаяшского кантона, на котором была образована кантональная управа.
По «Соглашению центральной Советской власти с Башкирским правительством о Советской Автономной Башкирии» от 20 марта 1919 года территория республики состояла из 13 кантонов, в числе которых был и Аргаяшский кантон. В кантон входили Карамбольская, Кульмяковская, Мякотинская и Саринская волости Екатеринбургского уезда Пермской губернии, Сызгинская волость Троицкого уезда Оренбургской губернии, Мавлютовская, Метелевская, Мухаметкулуевская, Султаевская и Черлинская волости Челябинского уезда Оренбургской губернии, Аминьевская, Байбускаровская, Башкиро-Теченская, Буринская, Кунакбаевская, Кунашакская, Тюляковская и Усть-Багарякская волости Шадринского уезда Пермской губернии.
Согласно постановлению Президиума Башкирского центрального исполнительного комитета от 10 февраля 1923 года Аргаяшский кантон был поделён на 5 волостей, по декрету ВЦИК от 14 июня 1926 года — на 6 волостей.
В 1920-е годы в кантоне началась коллективизация. В 1925 году было создано первое товарищество по совместной обработке земли "Марксист" на новых землях за селом Мухамет-Кулуево, которое объединило 6 крестьянских хозяйств. В 1929 году был создан первый совхоз - зерносовхоз "Аргаяшский" с общей территорией 82,5 тысячи гектар.
Аргаяшский кантон расформирован после Постановления Президиума ЦИК и Совнаркома Башкирской АССР «О ликвидации в Башкирской АССР деления на кантоны и об установлении административного деления на районы и районной системы управления» от 20 августа 1930 года. С этого времени территория расформированного Аргаяшского кантона реорганизовалась в Аргаяшский (состоял из Аргаяшской, Губернской, Мухаметкулуевской волостей и части Карабольской волости) и Кунашакский районы (состоял из Буринской волости, части Кунашакской и Карабольской волостей) Башкирской АССР.
17 января 1934 ВЦИК постановил разделить Уральскую область на три области — Свердловскую с центром в  г. Свердловске, Челябинскую область с центром в  г. Челябинске и  Обско-Иртышскую область с центром в г. Тюмени. Границей между Свердловской и Челябинской областями считать районы: Нязе-петровский, Уфалейский, Каменский, Троицкий, Камышловский, Талицкий, Тугулымский, Ялуторовский, Омутинский, Аромашевский и Викуловский с включением их в состав Челябинской области. К Челябинской области отнести, кроме того, все остальные южные районы бывшей Уральской области, в том числе Аргаяшский кантон Башкирской АССР, преобразовав его в национальный округ Челябинской области.

## Население
Численность населения по данным Всесоюзной переписи населения 1926 года по Аргаяшскому кантону:
| Численность населения | Мужчины | Женщины | Обоего пола |
| --------------------- | ------- | ------- | ----------- |
| Всё население         | 49 236  | 51 615  | 100 851     |
| Городское население   | 678     | 725     | 1403        |
| Сельское население    | 48 558  | 50 890  | 99 448      |

## Хозяйство
Основной отраслью экономики Аргаяшского кантона являлось сельское хозяйство. В 1927 году площадь пашни составляла 104,3 тыс.га, в которых преобладали посевы пшеницы (54,7 тыс.га) и овса (41,1 тыс.га), а также имелись посевы ржи — 6,2 тыс.га, картофеля — 0,7 тыс.га, ячменя — 0,6 тыс.га и других культур.
В 1926 году функционировало 8 базаров.
В 1927 году численность поголовья крупно рогатого скота достигало 57 273, лошадей — 38 910, овец — 71 525, коз — 2 692 и свиней — 2 317.
В 1926 году в кантоне насчитывалось 95 школ 1‑й ступени, в 1929 году — 1 библиотека и 18 изб-читален, в 1930 году — 5 больниц и 8 амбулаторий.